# Vanhoeffenura robustissima
Vanhoeffenura robustissima är en kräftdjursart som först beskrevs av Théodore Monod 1925B.  Vanhoeffenura robustissima ingår i släktet Vanhoeffenura och familjen Munnopsidae. Inga underarter finns listade i Catalogue of Life.